# Sarajevo Marlboro
Sarajevo Marlboro (Originaltitel: Sarajevski Marlboro) ist ein Buch von Miljenko Jergović. Es erschien 1994 im Durieux-Verlag in Zagreb.

## Inhalt
Der Band Sarajevo Marlboro besteht aus drei Teilen, nämlich dem Prolog Unumgängliches Detail der Biografie, dem Hauptteil Rekonstruktion der Ereignisse und dem Epilog Who will be the witness.

### Unumgängliches Detail der Biografie
Der Autor erinnert sich an einen Busausflug als Kleinkind nach Jajce. Während der Fahrt werden die Businsassen Zeugen eines tödlichen Verkehrsunfalls. Die Fahrt wird fortgesetzt, als ob nichts gewesen wäre.

### Rekonstruktion der Ereignisse
Im Hauptteil wird kleineren Ereignissen im Vorfeld und während des Bosnienkrieges Aufmerksamkeit geschenkt. So erinnert sich der Erzähler an einen Ausflug nach Hvar 1990. Danach trauert er während des Krieges um seinen eingegangenen Kaktus und einen VW Käfer, auch wenn es ihm schwerfällt, um Menschen zu trauern. Hinzu kommen Erinnerungen an seine während der Fußballweltmeisterschaft 1986 verstorbene Großmutter, deren Grabstein irrtümlicherweise auf 1996 vordatiert worden war. Der titelgebende Name kommt daher, dass die bosnische Marlboro angeblich dem dortigen Rauchergeschmack angepasst ist.

### Who will be the witness
Im Epilog wird darüber reflektiert, wie es sich anfühlt, wenn eine Privatbibliothek in Flammen aufgeht, und dass Bücher in Privatbibliotheken zum größten Teil nicht gelesen werden.
Einigen Auflagen ist ein Nachwort von Daniela Strigl beigefügt, das die Biographie Jergovićs und die Entstehungsumstände des Buches dokumentiert.

## Rezeption
„Hier, ganz am Ende von "Sarajevo Marlboro", wo es ganz konkret um die eigene Arbeit als Schriftsteller geht, spürt man, dass Jergović Mühe hat, den kühlen Tonfall zu halten. Der Versuchung, in Sentimentalitäten über die Bedeutung von Kunst und Kultur zu verfallen, will Jergović widerstehen, um jeden Preis. Darin erweist sich der Bosnier als exaktes Gegenstück zu Susan Sontag, die im brennenden Sarajevo "Warten auf Godot" inszenierte. Jergović erlaubt sich keine Illusionen darüber, was Literatur im Angesicht des Krieges leisten kann. Bücher sind schön, solange sie nicht verbrannt sind. Im Notfall spenden sie Wärme. Mehr nicht. 
Man könnte ergänzen: Wenn der Krieg vorbei ist, werden neue Bücher geschrieben. Große Bücher wie "Sarajevo Marlboro".“

„In den Kurzgeschichten Jergovics wurden die Kämpfe nicht fortgesetzt, wurde nicht abgerechnet und gerichtet, sondern sie zeigten das Ringen einzelner Menschen mit sich selbst und mit der plötzlich feindlichen Welt. Jergovic hatte bis dahin Gedichte geschrieben, und das erklärt seinen sicheren Griff zum passenden Wort.“

„Auch in der Beschreibung des Krieges bleibt Jergovic seinem Erzählen treu. Immer wieder gelingt es ihm atmosphärisch genau, die Spannungen und Spaltungen in den Ritualen des Alltags spürbar zu machen, es mögen Beobachtungen auf der Straße oder im Laden um die Ecke sein. Auf beiläufige Weise, nur festgehalten in den flüchtigen Erscheinungen der Welt, gewinnt so ein Stück balkanischer Geschichte vor dem Leser Gestalt. Es ist nicht die große Historie, an der sich die Medien versuchen oder die später einmal in den Geschichtsbüchern verzeichnet sein wird, sondern das Erlebte, die subjektive Perspektive, durch die Form jedoch ins Beispielhafte gewendet“